# 小湊町 (千葉県)
小湊町（こみなとまち）は、かつて千葉県安房郡に存在した町。現在の鴨川市東部に位置する。
1889年の町村制施行に際して長狭郡湊村（みなとむら）として発足。1928年の町制施行とともに小湊町に改称した。昭和の大合併により天津小湊町の一部となり廃止された。
本項では、前史として中世以降の小湊とその周辺についても扱う。小湊は日蓮の出生地として知られ、誕生寺門前町として発展した。また、内浦湾を抱えることから江戸時代には廻船の寄港地として栄えた。

## 地理
安房国の東端、現在の鴨川市域の東部に位置する。南に太平洋に面しており、内浦湾が湾入する。町域は房総丘陵に位置しており、山がちな地形である。内浦湾一帯は鯛の浦として知られるタイの群生地である。
現在の鴨川市域を、鴨川市成立時およびその後の合併時の町村によって4地区に区分する場合、「天津小湊地区」の一部に位置付けられており、その東部にあたる。鴨川市域を町村制施行当時の町村（旧町村）によって12地区に区分する場合は「小湊地区」とされ、現在の大字では小湊（こみなと）・内浦（うちうら）が含まれる。
1926年（大正15年）時点の湊村は、西に天津町、東北に夷隅郡の老川村・上野村・清海村（のちの興津町）と接していた。なお、北東の山地を岩高山脈、西の山脈を松ヶ鼻山脈と称した。当時、町は内浦・小湊の2つの大字に分けていた。

## 歴史

### 前近代

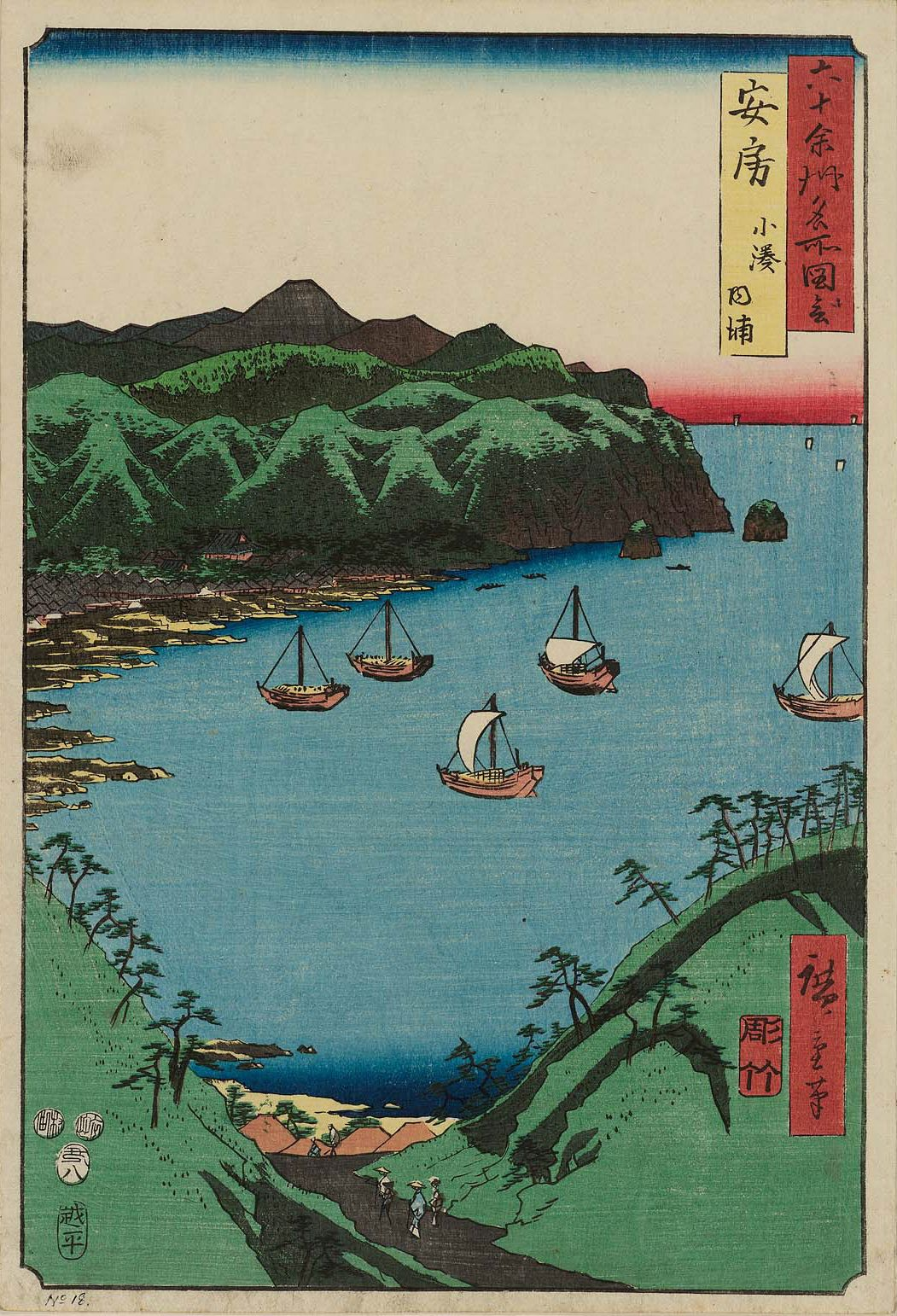
歌川広重『六十余州名所図会 安房 小湊 内浦』。天津側の峠から望む内浦湾。大きな屋根を持つ誕生寺も描かれている。広重は嘉永5年（1852年）春に房総を旅行しており、この作品はその際の実景写生をもとに描かれたと考えられている。

小湊という地名が史料に現れるのは鎌倉時代以降で、日蓮とのかかわりのなかで見いだされる。内浦という地名は、「誕生寺旧記」によればもともと岡村・市川村・小湊村の総称として使われていたという。
貞応元年（1222年）、日蓮は「長狭郡東条郷片海」に生まれた。現在の小湊浦の大弁天島・小弁天島の辺りとされている）。日蓮が文永12年（1275年）に新尼御前に出した礼状には 「かたうみ（片海）、いちかわ（市川）、こみなと（小湊）」と故郷の地名が列挙されている。
建治2年（1276年）、日蓮の弟子の日家によって日蓮の生家跡に誕生寺が建立された。明応7年（1498年）の明応地震では、地震と津波によって被災した。この際、誕生寺が建てられていた日蓮の生誕地は海没して磯となり（「蓮華潭」（れんげがふち）と呼ばれるようになった）、市川村は大半が海になったとされる。このため、誕生寺は妙の浦（鯛の浦）に移転した。
誕生寺は領主の保護を受け、江戸時代初頭には館山藩里見氏のもとで70石の寺領（内訳、小湊村53石、市川村14石、内浦村3石）を与えられていた。現在の大字小湊の全域と内浦の一部にあたる。慶長19年（1614年）の館山藩改易後も寺領70石は幕府によって認められた。
江戸時代初期に東廻り航路が整備されると、小湊浦（内浦湾）に番所が設けられ、浦役人が派遣されて、廻船の援助と監視にあたった（港の歴史については小湊漁港参照）。港は、難所とされた野島崎沖を越えるための良風を待つ避難港として栄えた。また、東北諸藩も廻船を扱う役所や浦役人を置いた。元禄14年（1701年）の記録では132軒があったとされる。元禄12年（1699年）には小湊村と市川村の間で港をめぐる争論があり、両村の入会港とすることが裁決された（「房州長狭郡内浦之内市川村と小湊村争論裁許絵図」）。
元禄16年（1703年）の元禄地震では津波により大きな被害が出（小湊では津波によって164名の死者が出た）、また土地が海中に沈降した。市川村は土地と家屋を失い、のち天保年間に内浦村に組み込まれることになった。誕生寺はこの地震でも被災して現在地に移転したと言われるが、一方で先述の港争論の裁定を描いた元禄13年（1700年）の地図にはすでに現在地に描かれており、移転の時期は不明である。

### 近代
明治4年（1871年）、境内地を除く寺領は上知を命じられ、木更津県、ついで千葉県の管轄となった。
1878年（明治11年）、千葉県に郡区町村編制法が施行されると、内浦村・小湊村は1つの連合（連合戸長役場）となった。
1889年（明治22年）、町村制の施行にともない、内浦村・小湊村が合併し、湊村が発足。戸数488戸（小湊189戸・内浦299戸）、人口2,927人（小湊1,152人・内浦1,775人）。『明治22年千葉県町村分合資料』に記載された湊村の「新村名撰定ノ事由」によれば、小湊村のほうが著名であるが、内浦村のほうが資力・戸数で勝ることから、一方の名称を存続させることが避けられた。小湊村からは一字を採り、内浦村は良港を擁することにちなみ、「湊村」が新村名として選ばれた。
1922年（大正11年）には「鯛の浦」が天然記念物に指定された。
1928年（昭和3年）に町制を施行し、この際に小湊町と改名した。
1929年（昭和4年）、房総線（現在の外房線にあたる）の上総興津駅 - 安房鴨川駅間が延伸開業し、安房小湊駅が開業した。なお、安房小湊駅は大字内浦に所在する。
1932年（昭和7年）、水産講習所（現在の東京海洋大学）の小湊実習場が開設された。小湊実習場本館は鉄筋コンクリート製の円筒形の建物で新たな町のシンボル的存在になったとされる。本館1階には水族館が設けられ、名所となった。
鉄道の開通は、水産物の消費地への輸送に利便をもたらした。1938年（昭和13年）以後、防波堤の整備など小湊漁港の修築工事や浚渫が行われ、70-80トン級の漁船の自由な出入りが可能になった。
第二次世界大戦後も漁港の整備は続けられた。1948年（昭和23年）にはアイオン台風により漁港が被害を受けたが、復旧工事を通して200トン級の漁船が出入り可能となった。
1953年（昭和28年）5月7日、昭和天皇が町内に行幸。東京水産大学小湊実験場を視察。
1955年（昭和30年）、西隣の天津町と合併し、天津小湊町が発足した。

### 町域の変遷
- 1889年（明治22年）4月1日 - 町村制施行により、内浦村・小湊村が合併し長狭郡湊村が発足。
- 1897年（明治30年）4月1日 - 長狭郡が平郡・朝夷郡とともに安房郡に編入。同郡湊村となる。
- 1928年（昭和3年）11月10日 - 町制施行・改称し、小湊町となる。
- 1955年（昭和30年）2月11日 - 天津町と合併し天津小湊町が発足。同日小湊町廃止。

変遷表
| 1868年 以前 | 1868年 以前 | 1868年 以前 | 明治22年 4月1日 | 明治30年 4月1日 | 明治30年 4月1日 | 昭和3年 11月10日 | 昭和30年 2月11日 | 平成17年 2月11日 | 現在   |
| ----------- | ----------- | ----------- | --------------- | --------------- | --------------- | ---------------- | ---------------- | ---------------- | ------ |
| 長狭郡      |             | 内浦村      | 湊村            | 安房郡 に編入   | 湊村            | 小湊町 町制改称  | 天津小湊町       | 鴨川市           | 鴨川市 |
| 長狭郡      | 小湊村      |             | 湊村            | 安房郡 に編入   | 湊村            | 小湊町 町制改称  | 天津小湊町       | 鴨川市           | 鴨川市 |

## 人口・世帯

### 人口
総数 [単位： 人]

## 経済
1888年（明治21年）に記された分合取調文書によれば、住民はおおむね漁業と農業で生計を立てていたとある。
1926年（大正15年）の『安房郡誌』によれば、林野が多く耕地は少ないとされる。住民の多数は漁業に従事しており、ヒラメやマグロなどを獲っていた。このほか林産物として薪炭、農家の副業として洋傘の柄の製造が挙げられている。

## 交通

### 鉄道
- 日本国有鉄道（ → 東日本旅客鉄道）

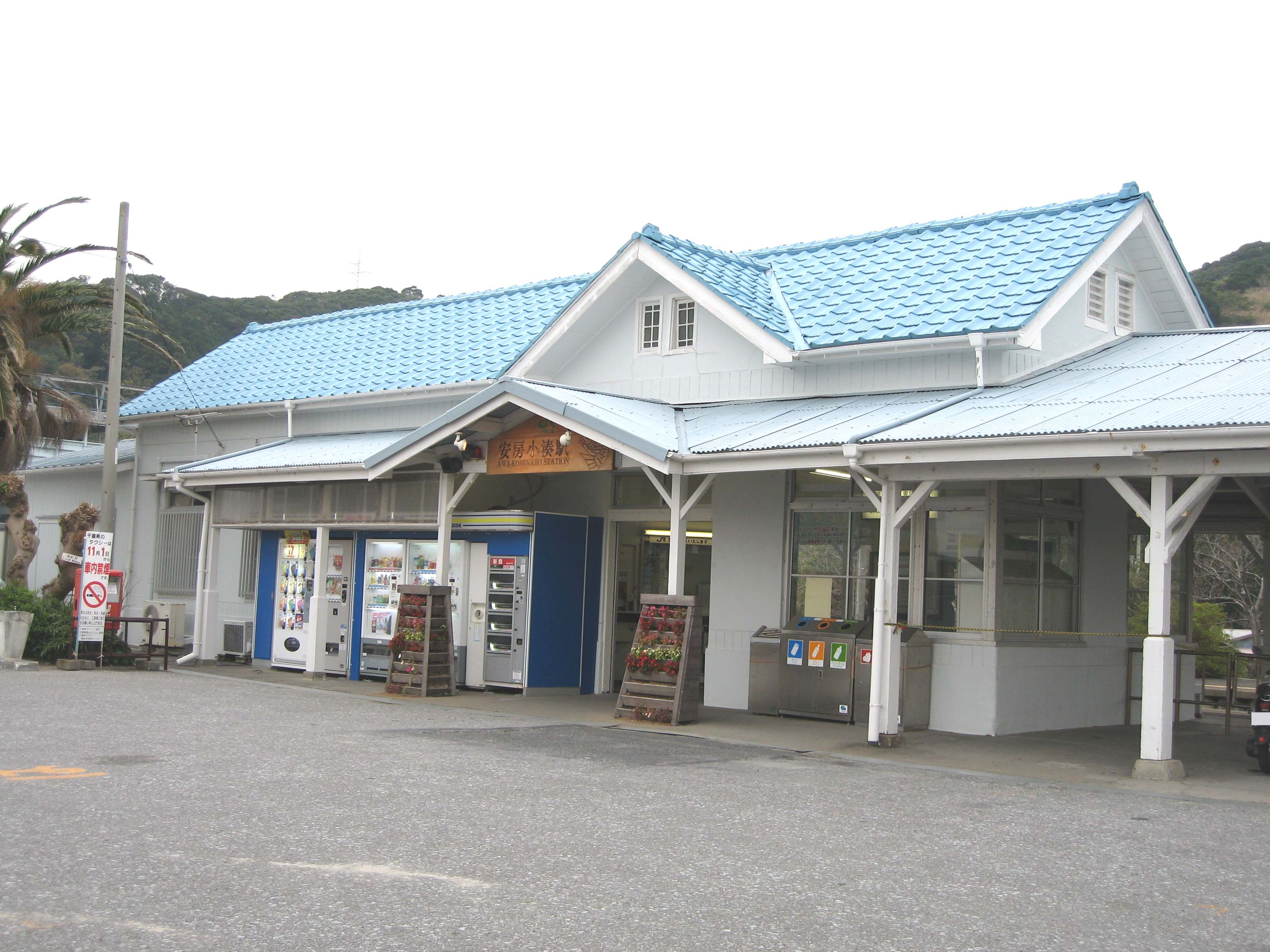
安房小湊駅（2007年）。改修は加わっているが、1929年開業当時の原型を保っている

  - ■房総東線（ → 外房線）
    - 安房小湊駅

なお、小湊鉄道は、小湊の誕生寺への参拝客輸送を見込んで1917年（大正6年）に設立された会社で、1925年（大正14年）以後五井駅（現在の市原市）を起点とする小湊鉄道線を順次延伸させ上総中野駅（現在の大多喜町）まで開通したが、資金面・技術面の困難のため小湊への延伸は断念された。1928年から29年にかけて終点となるべき小湊で工事に着手はしており、JR安房小湊駅付近に盛り土の跡などが残る。

### 道路
- 二級国道
  - 国道128号

古くは、勝浦市域に至る道は海岸の崖の中腹を通り、「おせんころがし」と呼ばれる難所であった。

## 名所・旧跡・祭事

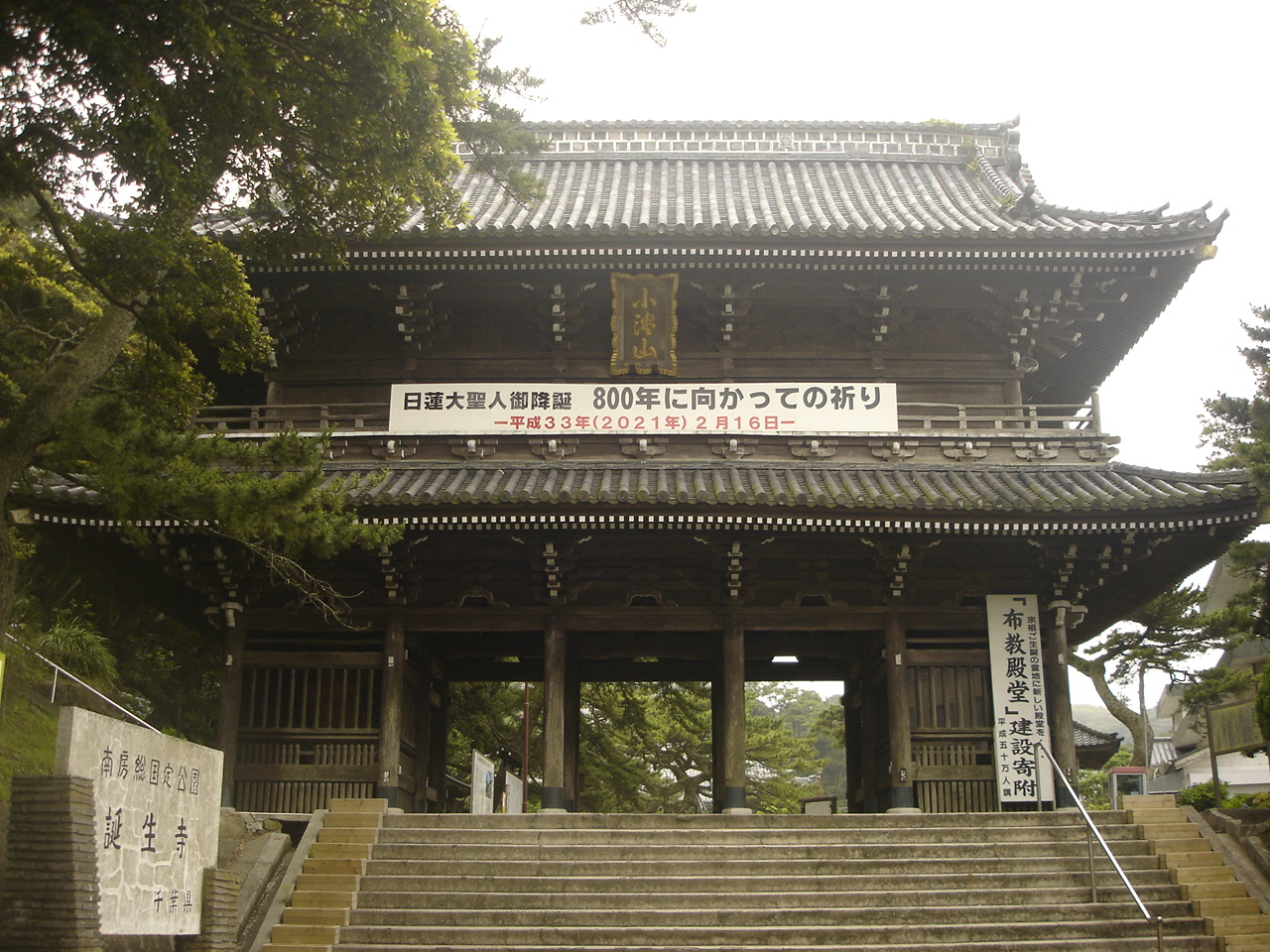
誕生寺仁王門（1706年（宝永3年）建立、千葉県指定有形文化財）

- 誕生寺
- 妙蓮寺
- 鯛の浦